# Physotrichia
Physotrichia es un género  de plantas herbáceas perteneciente a la familia de las apiáceas.    Comprende 13 especies descritas y de estas, solo 3 aceptadas.

## Taxonomía
El género fue descrito por William Philip Hiern y publicado en Journal of Botany, British and Foreign 11: 161. 1873. La especie tipo es:	Physotrichia welwitschii Hiern

## Especies
A continuación se brinda un listado de las especies del género Physotrichia aceptadas hasta julio de 2013, ordenadas alfabéticamente. Para cada una se indica el nombre binomial seguido del autor, abreviado según las convenciones y usos.
- Physotrichia atropurpurea (C.Norman) Cannon
- Physotrichia muriculata (Welw. ex Hiern) S.Droop & C.C.Towns.
- Physotrichia welwitschii Hiern